# Stirling (Nouvelle-Zélande)

La ville de Stirling est une localité située dans l’Île du Sud de la Nouvelle-Zélande.

## Situation
Elle est localisée dans le sud de la région d'Otago, à approximativement 5 km de la ville de Balclutha.